# Down in Texas '71
Down in Texas '71 es un álbum en vivo por la banda the Allman Brothers Band. Fue grabado el 28 de septiembre de 1971 en el  Austin Municipal Auditorium en Texas, Estados Unidos. Fue publicado el 26 de marzo de 2021.
El álbum incluye un bonus track con una entrevista de 13 minutos de Berry Oakley y Duane Allman para una estación de radio en Houston el 6 de junio de 1971.

## Recepción de la crítica
En la revista Sarasota Herald-Tribune, Wade Tatangelo escribió, "Cuando the Allman Brothers Band llegó al Auditorio Municipal de Austin en Texas el 28 de septiembre de 1971, ellos eran la banda más caliente del país..."
En Cryptic Rock, Vito Tanzi  dijo que, "Colectivamente, una de las mejores bandas en la historia, the Allman Brothers Band construyeron un legado que definió al género por casi 5 décadas".

## Lista de canciones
| Lista de canciones de Down in Texas '71 |                               |          |  |
| N.º                                     | Título                        | Duración |  |
| 1.                                      | «Statesboro Blues»            | 3:18     |  |
| 2.                                      | «Trouble No More»             | 4:13     |  |
| 3.                                      | «Don't Keep Me Wonderin'»     | 4:49     |  |
| 4.                                      | «Done Somebody Wrong»         | 3:28     |  |
| 5.                                      | «One Way Out»                 | 6:04     |  |
| 6.                                      | «In Memory of Elizabeth Reed» | 9:12     |  |
| 7.                                      | «Stormy Monday»               | 9:02     |  |
| 8.                                      | «You Don't Love Me»           | 15:10    |  |
| 9.                                      | «Hot 'Lanta»                  | 5:16     |  |

## Créditos
The Allman Brothers Band
- Duane Allman – guitarra
- Gregg Allman – teclados, coros
- Dickey Betts – guitarra, coros
- Berry Oakley – bajo eléctrico, coros
- Butch Trucks – batería, percusión
- Jai Johanny Johanson – batería, percusión

Músicos adicionales
- Rudolph "Juicy" Carter –  saxofón (1, 3, 6–9)

## Posicionamiento
| Gráficas (2021)                                    | Pico de posición |
| -------------------------------------------------- | ---------------- |
| Estados Unidos (Billboard Top Album Sales)         | 65               |
| Estados Unidos (Billboard Top Current Album Sales) | 39               |